# Atemoya
De atemoya (Annona ×atemoya) is een kruising tussen de cherimoya (Annona cherimola) en de zoetzak (Annona squamosa), die in 1908 in Miami (Florida) is ontstaan. Het is een tot 9 meter hoge, groenblijvende boom met korte stam en overhangende takken. De afwisselend geplaatste bladeren zijn ovaal, leerachtig, 12-15 cm lang en tot 7 cm breed. De langgesteelde, gele bloemen zijn 5 cm breed.
De vruchten zijn hartvormig, 10 cm lang en 10 cm breed. De schil is bezet met wratachtige uitsteeksels, die uitgesprokener zijn dan bij de zoetzak. Het vruchtvlees is roomwit en vast van structuur. De smaak is zoetzuur aromatisch en lijkt op die van de cherimoya.
De atemoya wordt gekweekt in het zuiden van de Verenigde Staten en in Australië.
... · 
A. ×atemoya (Atemoya) · 
A. cherimola (Cherimoya) · 
A. montana (Bergzuurzak) · 
A. muricata (Zuurzak) · 
A. purpurea (Soncoya) · 
A. squamosa (Zoetzak) · 
A. reticulata (Custardappel) · 
...